# Mónica Sanhueza
Mónica Alejandra Sanhueza Conduela (25 de septiembre de 1976) es una periodista chilena, que se desempeñó como conductora de Chilevisión noticias en Chilevisión durante la década del 2000, también estuvo a cargo de programas como El termómetro, Última mirada y 7 días, el cual se emitía todos los domingos a partir de las 10:00.

## Biografía
Nació en Santiago el 25 de septiembre de 1976, siendo hija única. Fue criada en el barrio de Independencia, donde asistió a un colegio de monjas. Estudió periodismo y en 2001 hizo su práctica profesional en el departamento de prensa de TVN. Cuando terminó su práctica, a los dos meses recibió un llamado para un reemplazo en Chilevisión. Después de tres meses, estuvo a cargo de realizar entrevistas, notas, reportajes, luego móviles y cuando llevaba un año en «El Termómetro» fue llamada desde prensa, donde trabajó por alrededor de medio año para el noticiario principal y luego fue trasladada al programa de medianoche «Última Mirada», conducido por Fernando Paulsen, donde se desempeña hasta la actualidad, además, de conducir el programa «7 días», emitido los días domingo por la misma señal televisiva.
En 2013, deja Chilevisión y emigra a UCV Televisión en UCV noticias tarde, con Carlos Franco. Al año siguiente, pasa la conducción de la edición central de UCV Televisión Noticias, junto a Eduardo Riveros. En 2015, se retira de la televisión para dedicarse a las consultorías en comunicaciones de forma independiente.